# Kristian Hovde
Alf Kristian Hovde (* 6. Dezember 1903 in Vikersund; † 19. August 1969 in Vikersund) war ein norwegischer Skilangläufer und Nordischer Kombinierer.

## Werdegang
Hovde, der für den Vikersund IF startete, trat international erstmals im Jahr 1928 beim Holmenkollen Skifestival in Erscheinung. Dort wurde er Zweiter über 50 km. Bei den nordischen Skiweltmeisterschaften 1930 in Oslo errang er den 16. Platz über 50 km und den vierten Platz über 17 km. Im folgenden Jahr holte er bei den nordischen Skiweltmeisterschaften in Oberhof die Silbermedaille über 18 km. Zudem kam er dort auf den fünften Platz über 50 km und in der Nordischen Kombination auf den vierten Rang. Im selben Jahr wurde er norwegischer Meister über 30 km. Bei seiner einzigen Olympiateilnahme 1932 in Lake Placid belegte er den 13. Platz über 18 km. Sein letztes Rennen absolvierte er im Jahr 1947 beim Holmenkollen Skifestival. Dabei kam er auf den 29. Platz über 50 km.